# Grasshoppers (basketbalvereniging)
Grasshoppers is een Nederlandse basketbalclub uit Katwijk, Zuid-Holland. Het eerste damesteam speelt in de Women's Basketball League en het eerste herenteam in de eerste divisie.
Sinds het seizoen 1988/89 speelt het eerste vrouwenteam van Grasshoppers in de Eredivisie. In 1983, 1994 en 1995 won het team de NBB-Beker en ook speelde het in de historie Europees basketbal.
In 2015 promoveerden de mannen naar de Promotiedivisie, het op één na hoogste niveau van Nederland. Sinds seizoen 2024-2025 speelt het team in de eerste divisie, het derde niveau.
In 2018 veroverde het eerste vrouwenteam voor het eerst het nationale kampioenschap. Ook wonnen zij dit seizoen de Supercup en de beker. Sindsdien werden ze nog vier keer landskampioen, wat het totaal op vijf titels brengt. Daarnaast wonnen de dames in totaal vier keer de beker en vijf keer de Supercup.
De club werd opgericht op 21 december 1971. Vanaf seizoen 2008/2009 wordt de Sporthal Cleijn Duin gebruikt door de gehele vereniging. Door de groei van de vereniging worden ook nog extra trainingen gegeven op andere locaties. Op het moment zijn er ongeveer 450 mensen lid van de vereniging en is het een van de grootste Nederlandse basketbalclubs.

## Erelijst

### Heren
| Competitie      | Winnaar | Winnaar | Runner up | Runner up        |
| Competitie      | Aantal  | Jaren   | Aantal    | Jaren            |
| --------------- | ------- | ------- | --------- | ---------------- |
| Nederland       |         |         |           |                  |
| Promotiedivisie |         |         | 3×        | 2017, 2018, 2019 |
| Eerste divisie  | 1×      | 2015    |           |                  |

### Dames
| Competitie                | Winnaar | Winnaar                      | Runner up | Runner up        |
| Competitie                | Aantal  | Jaren                        | Aantal    | Jaren            |
| ------------------------- | ------- | ---------------------------- | --------- | ---------------- |
| Nederland                 |         |                              |           |                  |
| Women's Basketball League | 5×      | 2018, 2019, 2023, 2024, 2025 | 3×        | 2016, 2017, 2022 |
| Carla de Liefde Trofee    | 4×      | 2018, 2022, 2024, 2025       | 1×        | 2017             |
| Supercup                  | 5×      | 2017, 2019, 2022, 2023, 2024 |           |                  |